# Азоя-ди-Сима
Азо́я-ди-Си́ма (порт. Azóia de Cima)  —  район (фрегезия) в Португалии,  входит в округ Сантарен. Является составной частью муниципалитета  Сантарен. Входит в экономико-статистический  субрегион Лезирия-ду-Тежу, который входит в Рибатежу. Население составляет 537 человек на 2001 год. Занимает площадь 8,44 км².